# José Luis Fernández (escultor)
José Luis Fernández (Oviedo, 1943) és un escultor espanyol d'estil escultòric evolutiu, parell al moment que li tocava viure, els materials que empra solen ser fustes, pedres, metalls, resines... sobre el que demostra un gran mestratge en la seva modelatge i talla de fusta.
La seva obra arrela amb la de Brancusi i de Henry Moore, encara que no pugui encaixar a cap moviment artístic existent. La seva creació evoluciona a través de diverses sèries que constitueixen estil propi i personal.
De família relacionada amb l'art i en concret amb la talla en fusta, els seus oncles Carlos i Luis Fernández eren mestres en la talla en fusta, des de molt jove se sent vinculat a l'escultura. Això fa que treballe al taller dels seus oncles des de primerenca edat, adquirint gran experiència en la talla de la fusta, la qual cosa li permet realitzar les seves dues primeres talles d'aspecte romànic per a l'església de Santa Maria de Narzana (Astúries). També està en contacte amb l'esculpit de la pedra a través del taller de Jorge Jordà i estudia a l'Escola d'Arts i Oficis d'Oviedo.
Comparteix espai de treball amb pintors com Carlos Serra i Miquel Àngel Lomabardía, en unes golfes d'Oviedo. Sent molt jove i amb la intenció de formar directament amb els grans mestres de l'escultura en aquest es trasllada a Madrid, lloc que veu com una parada intermèdia al seu desitjat viatge a París. La seva formació es manté allunyada de les escoles i facultats de belles arts, relacionant-se amb els grans mestres del moment: Juan d'Ávalos, Ramon Lapayese, Enrique Pérez Comendador, José Plans i Antonio Suárez. Des d'un principi té taller propi a Vallecas, on va forjant la seva pròpia personalitat com a escultor.
A la dècada del 1960 comença a relacionar-se amb altres creadors en les seves intenses sessions de dibuix al Cercle de Belles Arts, on coneix escultors de la seva generació com: Eduardo Naranjo, Miquel Àngel Calleja i Cristóbal Toral.
José Luis Fernández es troba en el trànsit entre el grup El Paso i la revolució cultural dels vuitanta de la movida madrilenya, desenvolupant-se en la seva obra una perceptible tensió entre la figuració (en els seus inicis, és a dir, entre la dècada dels anys 60 i principis dels 70) i l'abstracció (a partir dels anys 70).
L'any 1972 munta una fosa i taller d'escultura, amb el seu germà Enrique, anomenada ESFINGE, que ha arribat a convertir-se en un referent com fosa especialitzada en escultures.
A 1973 coneix a Marisol Fernández Pérez amb la qual es casa aquest mateix any, i amb qui té un fill, Sergio, que naixerà a 1975.
A partir aproximadament de 1980, el seu estil evoluciona i comença a treballar noves formes: espirals, pèndols, personatges que busquen l'equilibri mitjançant plomades, al·lusions a la mort (ossos en forma de crani). Però la majoria de les obres d'aquesta etapa romanen desconegudes. És en aquest moment quan rep l'encàrrec de fer l'estatueta per als Premis Goya de cinema, que continua fent fins a l'actualitat, tot i els problemes amb els hereus de Marià Benlliure, que l'acusen de plagi de l'obra que aquest últim escultor va fer de Francisco de Goya.
A la dècada dels vuitanta neixen seu segon i tercer fills, Cristobal (1980) i Natalia (1981).
Ja entrada la dècada dels 90, l'evolució de la fundació ESFINGE fa aconsellable el seu trasllat i es decideix dur a terme l'ampliació i el trasllat, situant-la en Torrejón de Ardoz, esdeveniment que coincideix amb un dels moments més importants en la seva trajectòria professional, l'exposició antològica "Trenta anys d'escultura" organitzada al Centre d'Art Modern Ciutat d'Oviedo, que li va permetre l'encàrrec d'ampliar en bronze una de les seves peces més importants "La Pensadora" davant del Teatre Campoamor, en ple centre de la ciutat d'Oviedo.

## Activitat artística
Exposicions individuals
1973Exposicions "Miniesculturas" a Cercle 2 (Madrid) i en Tassili (Oviedo).
1975Vicent (Gijón).
1976Tassili, Oviedo.
1977
- Galeria Cercle 2 (Madrid).[2][1]
- Galeria Fúcares (Almagro).[2][1]
- Galeria Melchor (Sevilla).[2][1]

1978
- Caixa Municipal d'Estalvis (Burgos).[2][1]
- Galeria Rodin (Santa Cruz de Tenerife).[2][1]
- Galeria Maese Nicolás (Lleó).[2][1]
- Galeria Berruet (Logronyo).[2][1]

1980
- Galeria Art3 (Figueres).[2]
- Caixa d'Astúries d'Oviedo.[2][1]
- Museu Nicanor Piñole (Gijón).[2][1]
- Casa de Cultura d'Avilés.[2][1]

1982
- Galeria de l'Escola d'Arts Aplicades (Ciudad Real).[2]

1983
- Caixa d'Estalvis de Madrid.[2]
- Caixa d'Estalvis i Mont de Pietat de Saragossa.[2]
- Galeria Balboa13 (Madrid).[2]

1985Caixes d'Astúries a Oviedo, Gijón, Avilés, La Felguera i Mieres.
1988Contratalla (Barcelona).
1989“Jose Luis Fernández. 20 Anys d'Escultura” a Pontevedra.
1991Galeria Androx (Vigo).
1992Galeria Ra del Rei (Madrid).
1993"Taurios" a la Galeria Ra del Rei (Madrid).
1994Museu Juan Barjola (Gijón).
1996Casa de la Cultura de Tinéu (Astúries).
1999"Jose Luis Fernández. 30 anys d'escultura ", Centre d'Art Modern" Ciutat d'Oviedo ".
2002
- Casa de la Cultura, Torrejón de Ardoz.[1]
- Itinerari escultòric per Àlaba, Àlaba.[1]

2003Casa de la Cultura de Torrejón d'Ardoz (Madrid).
2006Casa de la Cultura de Torrejón d'Ardoz (Madrid).
2007Torres de l'Alameda (Madrid).
2010
- Escola d'Art La Palma (Madrid).[2]
- "Jose Luis Fernández. 50 anys d'escultura ", Centre Cultural Infanta Cristina. Ajuntament de Pinto (Madrid).[2][1]

Exposicions col·lectives, fires i biennals
1964Celebra la seva primera exposició a la Galeria Cristamol d'Oviedo, juntament amb Carlos Serra i Ramon Sancho Miñano. (Marín-Medina en el catàleg de l'exposició al Museu Barjola, data l'exposició a 1964. el catàleg "Escultura. José Luis Fernández", de la Caixa d'Estalvis donya Teresa Ortega-Coca, també la data al 64, però, en la biografia del catàleg "José Luis Fernández. 30 anys d'escultura" la data en 1966)
1968Exposició Nacional de Belles Arts.
1969Seleccionat a la II Biennal Internacional de L'esport en les Belles Arts.
1970Participa en l'Exposició Nacional d'Art Contemporani organitzada pel Ministeri d'Educació i Ciència.
1974Galeria Balboa 13 (Madrid).
1975
- Galeria Múltiple (Madrid).[2][1]
- Concursos "Ciutat de Múrcia", Múrcia.[1]
- Concurs Salzillo, Múrcia.[1]
- Biennal de Pontevedra.[1]

1976
- Galeria Balboa 13, Madrid.[1]
- Galeria Kandinski, Madrid.[1]
- Sala Província, Lleó.[1]
- Galeria Amadís.[1]
- "Pintors i escultures asturians", Galeria Tantra, Oviedo.[1]
- Expoplás, Madrid.[1]
- Art Expo 76.[1]
- IV Certamen Nacional d'Escultura de Guadalajara, Guadalajara.[1]

1977
- "Maternitats", Galeria Kandinsky (Madrid).[2][1]
- IV Biennal Internacional de Marbella, Màlaga.[1]

1978
- Galeria Juana Mordó (Madrid).[2][1]
- Galeria Balboa 13 (Madrid).[2][1]
- Galeria Altex (Madrid).[2][1]
- "Artistes espanyols" (Teheran).[2][1]

1979
- Biennal Internacional d'Esport.[2][1]
- Biennal Internacional de Marbella.[2][1]

1980Art 3, Figueres, Girona.
1981Galeria Balboa 13 (Madrid).
1982
- Biennal d'Art Ciutat d'Oviedo.[2]
- Galeria de l'Escola d'Arts Aplicades, Ciudad Real.[1]

1983
- Fira "Arteder 83" (Bilbao).[2][1]
- Caixa d'Estalvis i Mont de Pietat de Madrid, Saragossa.[1]
- Galeria Balboa 13, Madrid.[1]

1984"Art 15'84" Basilea (Suïssa).
1985
- Fira Internacional d'Art Modern '85 a Londres.[2][1]
- Art Expo'85 Montreal (Canadà).[2][1]
- Fira Inter Art (València).[2]

1986
- Fira internacional d'Art Modern '86 a Londres.[2][1]
- Art Expo '86 Montreal (Canadà).[2][1]

1987
- Art Jonction Internacional Niça (França).[2][1]
- Linear Gent'87 (Bèlgica).[2][1]

1988
- Fira Inter Art (València).[2][1]
- Linear Gent'88 (Bèlgica).[2][1]

1989
- Fira internacional d'Art Modern '89 a Londres.[2][1]
- Biaf 89, Barcelona.[1]
- "20 anys escultura Pontevedra", Pontevedra.[1]

1990
- "Grup Porta del Sol" a Tabacalera (Madrid).[2][1]
- "El Prat més enllà de la Vanguardia", Madrid.[2][1]

1992Fira Inter Art (València).
1993Fira Art Santander (Santander).
1994Amb el Grup Nou Expressions. Centre Puerta de Toledo (Madrid).
1995Amb el Grup Nou Expressions Galeria Castella (Valladolid) i Galeria Estil (València).
1996
- Amb el Grup Nou Expressions a Caixa de Vigo (Vigo).[2][1]
- Fira Art Santander (Santander).[2][1]

1997
- Fira Art Santander (Santander).[2][1]
- Amb el Grup Nou Expressions a Caja Madrid (Barcelona, Saragossa i Ciudad Real).[2][1]

1998
- Fira Art Santander (Santander).[2][1]
- "Escultors asturians nascuts a les dècades dels 40 i 50" al Museu Barjola (Gijón).[2][1]

1999
- Fira Art Santander (Santander).[2][1]
- "De retorn" (Escultors asturians en deu anys del Museu Barjola) al Museu Barjola (Gijón).[2][1]

2000Societat Cultural La Carbonera, La Felguera, Astúries.
2001"Un bosc en obres, avantguardes en l'escultura en fusta" a la Sala de les Joies de la Fundació Caja Madrid (Madrid) i al Museu Esteban Vicente (Segòvia).
2002
- Fira DEARTE (Madrid).[2]
- "Confluències 2002. L'escultura asturiana d'avui", Universitat d'Oviedo.[2][1]

2004Pintors i escultors asturians a Madrid Centre Asturià de Madrid.
2006Exposició col·lectiva Taller estudi Oyarkandal, Úbeda (Jaén).
2009Fira internacional d'art múltiple contemporani ESTAMPA.
Obres públiques
- Escultura, 1978, Gallecs, Consell de les Regueras, Astúries.[1]
- Sin título, 1982, Les Regueres, Oviedo.[1]
- La Pensadora, 1999, Carrer Argüelles, voltants del Teatre Campoamor, Oviedo.[1]
- Les Cabezadas, 1999, Aledaños de l'església de Sant Isidor, Lleó.[1]
- Monument a Gaudí, s / f, Palau Botines, Lleó.[1]
- Floració, 2003, Torrejón de Ardoz, Madrid.[1]
- Homenatge a les Brigades Internacionals, 2003, Torrejón de Ardoz, Madrid.[1]
- Homenatge a les víctimes de l'11-M, 2004, Torrejón de Ardoz, Madrid.[1]
- Monument a Don Quixot i Sancho, 2005, Torrejón de Ardoz, Madrid.[1]
- Llegint en el caragol, 2006, Torrejón de Ardoz, Madrid.[1]
- Homenatge als majors, 2008, Plaça Major, Torrejón de Ardoz, Madrid.[1]
- Homenatge a Berlanga, 2009, Sos del Rei Catòlic, Saragossa.[1]
- Cavalls en Llibertat, 2010, carrer d'Enmig, Torrejón de Ardoz, Madrid.[1]
- Murals de pas interior de vianants, 1976, Plaça de Cibeles, Madrid.[1]

Altres obres
- Trofeu de "El Punt de les Arts", 1994, bronze.[1]
- Premis Goya de Cinema, 1987, bronze.[1]
- Premi Thyssen d'arquitectura, 1991, bronze.[1]
- Gall de Bronze del Centre Asturià de Madrid, bronze.[1]

Obres religioses
- El Salvador, 1964-1965, fusta policromada, Església de Santa Maria de Narzana, Sariego, Astúries.[1]
- La Mare de Déu, 1964-65, fusta policromada, Església de Santa Maria de Narzana, Sariego, Astúries.[1]

Obres en museus i altres institucions
- Homes, 1968, Museu de l'Institut Bernaldo de Quirós, Mieres, Astúries.[1]
- Aixecador de peses, 1970, fusta, Gimnàs Discòbol, Avilés, Astúries.[1]
- Murals del S.O.V. (10 murals), 1976, formigó, Passeig de la Castellana, Madrid.[1]
- Ossades, 1979, fusta, Museu Casa Natal de Jovellanos, Gijón.[1]
- Escultura de la Sèrie Orgànica, 1982, bronze, Escola d'Arts i Oficis de Ciutat Real (que va ser Premi Nacional de Ciudad Real).[1]

## Premis
1968tercer premi en l'Exposició Nacional de Belles Arts.
1972I Concurs Nacional de petita escultura a Valladolid, el Museu adquireix una obra seva.
1975
- Medalla de la Delegació d'Esports a la V Biennal Internacional de l'Esport.[2]
- concurs Ciutat de Múrcia, Salcillo i Ciutat de Pontevedra.[2]

1977
- Premi de Miniescultura de la Galeria Cercle 2 (Madrid).[2]
- Premi Biennal de Pontevedra.[2]

1978Premi Caixa Guadalajara.
1982Primer Premi en el Concurs Nacional d'Arts Plàstiques Ciutat Real.
2003Itinerari escultòric per Àlaba. Obra seleccionada. Certamen d'Escultura (Vitòria).
2005Premi Escultura La Casa Gran (Madrid).